# Šimon Abeles
Šimon Abeles (asi 6. srpna 1682, Praha – 21. února 1694, Praha) byl pražský Žid, který zemřel za nejasných okolností ve věku dvanácti let. Šimonova smrt byla dávána do souvislosti s jeho nedávným zájmem o přijetí křtu a byla označena za nábožensky motivovanou vraždu, z níž byl obviněn Šimonův otec Lazar Abeles a jejich příbuzný Löbl Kurtzhandl. Ti byli za Šimonovu vraždu odsouzeni k smrti, ale Lazar před popravou spáchal ve vězení sebevraždu. Löbl Kurtzhandl údajně přijal těsně před popravou křest. Případ Šimona Abelese se záhy stal populární legendou a mladičký konvertita začal být oslavován jako křesťanský mučedník. Jeho kult se snažili prosadit především klementinští jezuité. Ačkoli nikdy nebyl pokřtěn, byl s velkou pompou pohřben v chrámu Matky Boží před Týnem.

## Rodina
Šimon Abeles pocházel z významné pražské židovské rodiny. Byl synem židovského obchodníka Lazara Abelese, který podnikal spolu se svým bratrem Jakubem. Šimonův dědeček byl primas pražského židovského města Moyses ben David Bunzl Abeles.

## Úcta
Již krátce po pohřbu složil na počest nového českého mučedníka don Christoforo Angelo Rotondo, italský lékař z Neapole, oslavné oratorium a dedikoval ho císaři Leopoldu I.; vyšlo i tiskem v Praze roku 1695.
Od sklonku 17. století začaly vycházet texty, které byly věnovány mučednické smrti Šimona Abelese, a to v jazyce českém, latinském i německém. Jednalo se o různorodou produkci: letáky, kramářské písně, divadelní hry, které psali a se svými žáky provozovali jezuité, i povídky a statě, které byly otiskovány v katolických kalendářích a v různých sbírkách životů svatých. Převážně šlo o texty s hagiografickým zaměřením.
Řada takovýchto prací byla publikována ještě v 19. století. Premonstrátský kněz Viktor Josef Bezděka
(1823–1900) zařadil do knihy Drahé kameny z koruny Svatováclavské (1871) obšírný životopis mučedníka Šimona Abelese a svůj výklad ukončil slovy:
„Za účinek přímluv umučeného Šimonka pokládali to, žeť se Kurtzhandl a mnozí 
mládenečkové židovští dali křtíti". Také Beneš Metod Kulda uvádí v publikaci Církevní rok (1880) mezi světci a mučedníky, jejichž památka se připomíná 21. února, i ctihodného Šimonka a připojuje životopis.
V katolickém kalendáři Poutník na rok 1877 je otištěna povídka Šimon Abeles, v níž autor s básnickou licencí domýšlí příběh zavražděného chlapce: „Otec mu přinášel zlé, rouhavé knihy, a čítal mu z nich. Ale Bůh takovou milostí osvítil chlapce, že na všecky rouhavé řeči odpověděti dovedl. Svůj křížek, medalii a růženec měl dobře uschované, když pak býval sám, třeba v noci, tu postavil křížek před sebe, a vroucně říkával modlitby, kterým již tenkráte od křesťanských dětí se byl naučil, aneb které mu anděl strážný do srdce byl vnukl; na to si zase své svaté věci schoval, a Bůh jej tak potěšil, že byl celý blažený."
Ke kanonizačnímu procesu však nedošlo a ve dvacátém století nejsou již oslavné připomínky časté. Ale ještě v roce 1931 uvádí mučedníkovu památku (ke dni 21. února) Isidor Vondruška v knize Životopisy svatých.